# Andreas Strobl (Pfarrer)
Andreas Strobl (* 30. August 1642 in Tittmoning; † 15. Oktober 1706 in Buchbach) war ein deutscher römisch-katholischer Pfarrer, Prediger und Erbauungsschriftsteller.

## Leben
Andreas Strobl studierte ab 1660 Philosophie und Theologie an der Benediktineruniversität in Salzburg, empfing 1666 die Priesterweihe und wirkte danach als Kooperator in Waging am See. 1673 trat er in das Kollegiatstift Laufen ein und kam 1695 als Pfarrer von St. Jakob nach Buchbach.

## Werk
Strobls Werk umfasst über ein Dutzend meist mehrfach, in unterschiedlichen Verlagen aufgelegter und zum Teil postum erschienener Erbauungsbücher und Predigtsammlungen zu Sonn- und Feiertagen. Strobls umfangreiche Predigtzyklen dienten – erschlossen durch Register – als Hilfsbücher für andere Kanzelredner sowie als Erbauungs- und Unterhaltungslektüre für den privaten Gebrauch. „Die Nähe zu seinem Publikum brachte S. in seiner Selbstcharakteristik als ‚einer schwarzen Bauren-Ambsel‘ (Noch ein Körbel voll Oster-Ayr, 1698, Vorrede) deutlich zum Ausdruck.“ Sein Erfolg als Prediger und Schriftsteller beruhte auf der gelungenen Verknüpfung von sittlich-religiöser Unterweisung und unterhaltsamer Erzählkunst. Er gilt als geschichtenreichster „Erzähler auf der Kanzel“ (Elfriede Moser-Rath) im Barock. Die Brüder Grimm nutzten seine Geschichten für ihre „Kinder- und Hausmärchen“.

## Auszeichnung
Nach ihm ist in Buchbach eine Straße benannt.

## Schriften
- Das Geistliche Teutsche Karten-Spiel, Teil 1, 1691, Teil 2, 1696
- Geistliche Kurzweil, 1694
- Ovum Paschale Novum, Oder Neugefärbte Oster-Ayr, Teil 1, 1694, Teil 2: Noch ein Körbel voll Oster-Ayr, 1698
- Geistliches Fisch-Netz, im Wort Gottes ausgeworffen, Dominicale, 1695
- Festivale, 1697
- Ausgemachter Schlüssel zum Geistlichen Karten-Spiel, 1708
- Himmlisches Predig-Buch Oder Lust-Hauß, 2 Teile, 1708/09

Auswahlausgaben
- Elfriede Moser-Rath: Predigtmärlein der Barockzeit, 1964, S. 213–275.
- Georg Lohmeier: Geistliches Donnerwetter. Bayerische Barockpredigten. Deutscher Taschenbuch-Verlag 1967, S. 110–140.

Bibliographie
- Werner Welzig (Hrsg.): Katalog gedruckter deutschsprachiger katholischer Predigtsammlungen, Bd. I, 1984, S. 254 f., Bd. II, S. 783 f.